# Любченко, Аркадий Афанасьевич
Арка́дий Афана́сьевич Лю́бченко (укр. Аркадій Панасович Любченко; 1899—1945) — украинский писатель.

## Биография
Родился в семье шорника, рано остался без отца. Окончил церковно-приходскую школу, затем двухклассную школу в Тетиеве. В 1912—1918 гг. учился в Сквирской мужской гимназии, подрабатывал репетиторством. В те же годы опубликовал первые пробы пера (стихи) в газете «Сквирский вестник». В 1918 г. поступил на медицинский факультет Императорского университета св. Владимира, проучился один семестр. В 1919 г. работал в Тетиеве в отделе народного здоровья.
Служил в армии УНР. Осенью 1920 г. попал в плен в «особый отдел» 14-й красной армии («Винницкое чистилище»); согласно дневниковой записи, был спасён студентом-НКВДистом. С 1921 г. служил медбратом, играл в передвижной театральной группе при красноармейской части. По окончании войны принят в труппу Государственного театра им. И. Франко, много гастролировал; в театре познакомился со своей первой женой Ольгой Горской.
В 1923 г., приехав на гастроли в Харьков, вместе с Ю. Смоличем вступил в организацию «Гарт». С 1924 г. занимал должность секретаря центрального бюро театрального «Гарта», работал в секторе художественной литературы при Государственном издательстве Украины; в том же году впервые появились в печати его рассказы, почти сразу переизданные и переведённые на несколько языков.
В 1925 стал членом ВАПЛИТЕ, а также его бессменным секретарём; в 1930 вместе с другими бывшими «ваплитянами» вошёл в объединение «Пролитфронт».
В 1932 г. работал в городском комитете писателей, руководил различными рабочими литературными кружками, сотрудничал с редакциями газет, писал на заказ, переводил. Весной 1933 г. вместе с М. Хвылевым ездил по украинским сёлам; впечатления от последствий голодомора легли в основу некоторых его рассказов. Как многие другие писатели, в эти годы вынужден был «каяться», критиковать себя за националистические уклоны, за участие в ВАПЛИТЕ. В то же время заинтересовался шахтёрской жизнью, написал ряд рассказов на эту тему, начал работу над романом «Горловка» (не завершён). Пробовал свои силы в драматургии.
В 1938 г. арестован, но вскоре освобождён (до сих пор неизвестно, каким образом ему удалось уцелеть). В предвоенные годы работал в Союзе писателей на должности культработника: много ездил с делегациями по стране, помогал в организации литературных вечеров.
В 1941 г., с первых дней немецкой оккупации в Харькове, начал работать в редакции газеты «Новая Украина», за первую неделю опубликовал три передовые статьи. Ожидал от новой власти понимания и освобождения Украины, но быстро разочаровался в ней.
В июне 1942 г. расторг брак со второй женой Ниной Дудник (матерью его сына Всеволода) и вместе с сыном перебрался в Киев. Работал над текстом к документальному фильму о Киеве, над субтитрами для фильма «Дело Стикса», продолжал работу над повестью «Сила». Осенью, с наступлением голода, в тяжёлом состоянии попал в хирургическую клинику с застарелой язвой желудка.
Весной 1943 г., после улучшения, приехал во Львов. Весну-лето 1943 г. провёл в Моршине. 18 ноября 1943 г. арестован гестапо, два с половиной месяца провёл в тюрьме на ул. Лонцкого.
С приближением фронта эмигрировал на Запад. Добравшись до Германии, вместе с сыном поселился в Потсдаме.
Умер на третий день после операции на желудке. Сын Всеволод (р. 1935) после прихода советских войск был возвращён в УССР, преподавал в ХАДИ, был автором ряда изобретений, в 2006 г. написал послесловие к книге своего отца.

## Сочинения
- Щоденник Аркадія Любченка. 2/XI-41 — 21/II-45 р. Львів — Нью-Йорк: Видавництво М. П. Коць, 1999

### На русском языке
- Далёкие и близкие: рассказы / Пер. с укр. Т. Кардиналовской под ред. авт.; Вступит. ст. проф. А. Белецкого. — [Харьков]: Укр. рабочий, [1927]. — 202 с.
- Вертеп: [Повести] / Пер. с укр. И. П. Тутковской-Зак; Предисл. А. Лейтеса. — М.—Л.: Гос. изд-во, 1930. — 262, [2] с.
- Сердца и вещи: Избр. рассказы / Авториз. пер. с укр. И. П. Тутковской-Зак. — М.—Л.: ОГИЗ—ГИХЛ, 1931. — 200 с.
- Рассказ о бегстве: Избр. произведения / Пер. с укр. — [М.]: Гослитиздат, 1934. — 189, [2] с.